# Carl Gustav (wapen)
De Carl Gustav is een 84 mm draagbare anti-tank terugstootloze vuurmond (TLV), geproduceerd door Saab Bofors Dynamics (van 1991 tot 2000: Bofors Carl Gustaf AB, van 1943 tot 1991 FFV-Carl Gustaf, tot 1943 Carl Gustafs Stads Gevärsfaktori) in Zweden. Hoewel de meeste munitie die voor de Carl Gustav gebruikt ‘traditionele’ terugstootloze munitie is, heeft sommige moderne munitie een extra voortdrijflading waardoor de Carl Gustav in dat geval een raketwerper genoemd zou kunnen worden.
Het eerste prototype van de Carl Gustav werd in 1946 gebouwd als een lichtgewicht antitankwapen, een van de vele vergelijkbare ontwerpen uit die periode. Terwijl vergelijkbare wapens meestal inmiddels niet meer in gebruik zijn, wordt de Carl Gustav nog in vele landen volop gebruikt. De combinatie van lichtgewicht, lage kosten en zeer gevarieerde munitiesoorten, maakt de Carl Gustav zeer breed inzetbaar.

## Geschiedenis
De Carl Gustav is ontwikkeld door Hugo Abramson en Harald Jentzen van de Kungliga Arméförvaltningens Tygavdelning ("Afdeling Materieelbeheer van het Koninklijke Zweedse Leger") en werd geproduceerd bij het in 1812 in Eskilstuna opgerichte staatsbedrijf "Carl Gustafs Stads Gevärsfaktori" ("Wapenfabriek van Carl Gustav Stad"), waaraan het wapen zijn naam ontleent.
Het wapen werd in Zweden in gebruik genomen in 1948 als de 8,4 cm Granatgevär m/48 (Grg m/48) ("granaatwerper", model 1948), en vervulde dezelfde anti-tank rol als de Amerikaanse Bazooka, Britse PIAT en Duitse Panzerschreck. In tegenstelling tot deze wapens gebruikte de Carl Gustav echter een getrokken schietbuis waardoor de projectielen door de rotatie gestabiliseerd worden, terwijl de andere wapens vinnen aan de projectielen gebruiken voor stabilisatie.
Het gebruik van het terugstootloze principe zorgde ervoor dat de munitie van de Carl Gustav aanzienlijk meer drijfgas bevatte, waardoor de mondingssnelheid ±290 m/s is, terwijl dat voor de voor de Panzerschreck en Bazooka ±105 m/s en voor de PIAT ±75 m/s. Het resultaat was superieure nauwkeurigheid op langere afstanden.
De Carl Gustav kan worden gebruikt om grotere stationaire doelen te bevuren tot ongeveer 700 m, maar de relatief lage snelheid van het projectiel beperkt het bevuren van bewegende doelen tot een bereik van 400 m of minder.
De Carl Gustav werd al snel over de hele wereld verkocht en werd een van de belangrijkste antitankwapens op pelotonsniveau veel West-Europese legers.

### De M2-versie
Een verbeterde versie (M2) werd geïntroduceerd in 1964 en verving al snel de oorspronkelijke versie.

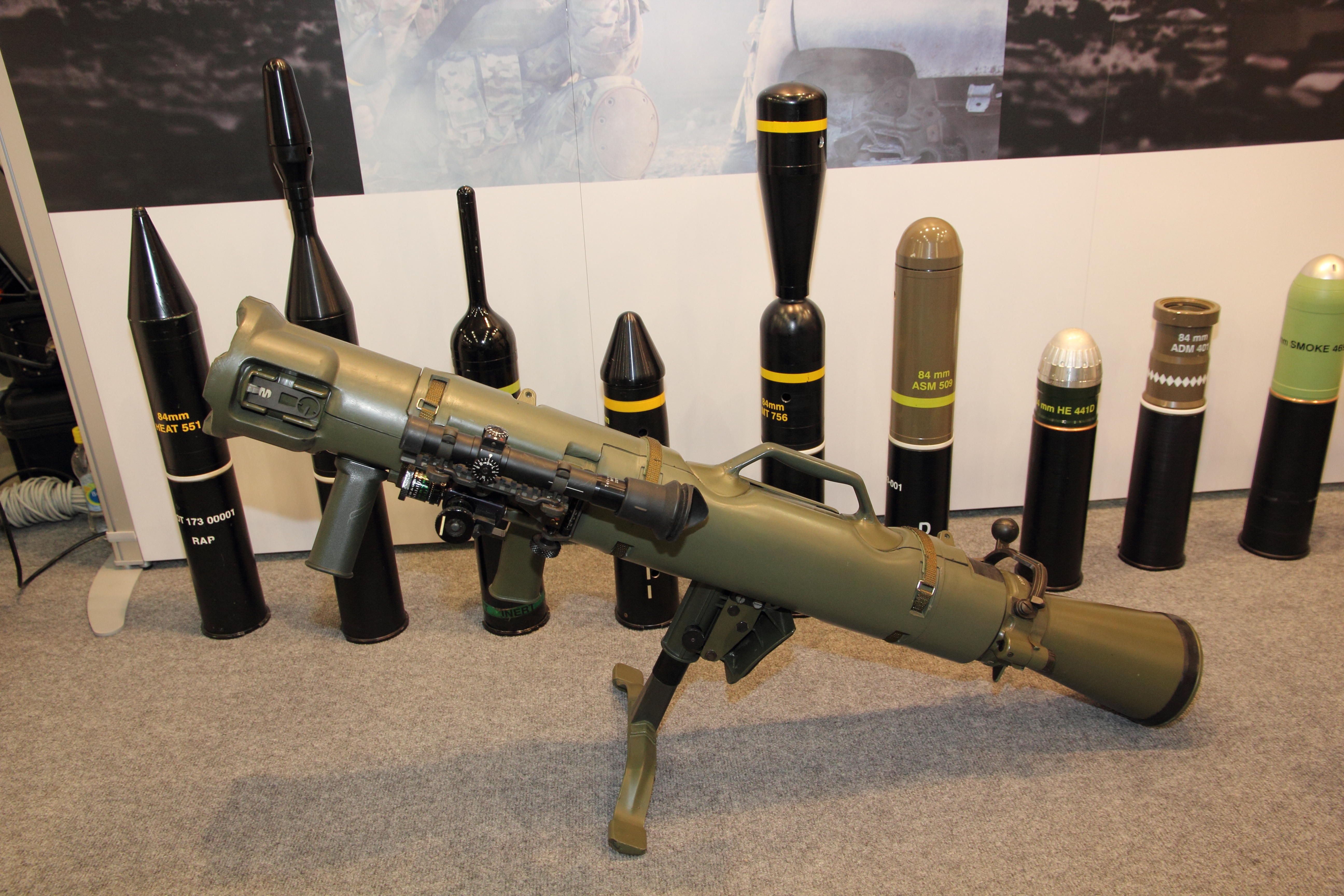
M3 met verschillende soorten projectielen

### De M3-versie

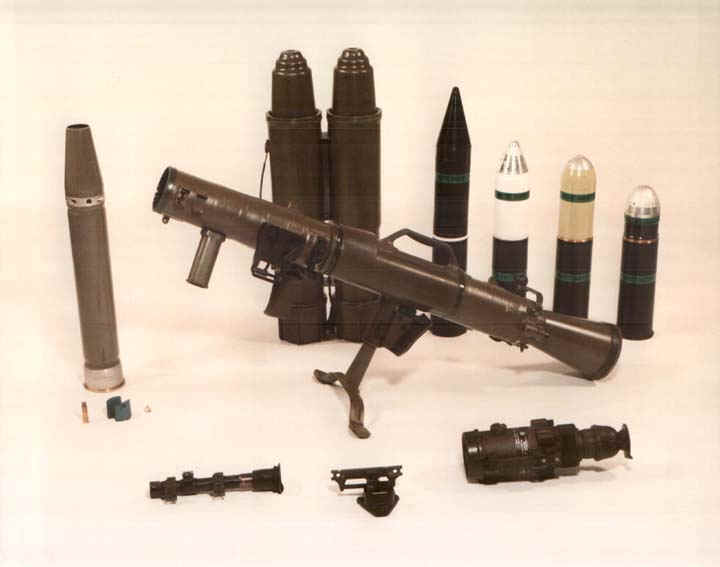
M3 met munitie

De M3-versie, ook wel Carl Gustav m/86 genoemd, werd geïntroduceerd in 1991. Deze heeft een schietbuis die bestaat uit een dunne stalen voering in een buitenmantel van koolstofvezel. Externe stalen onderdelen werden op de M3 vervangen door aluminium legeringen of kunststoffen, waardoor het gewicht van het wapen werd verlaagd van 14,2 kg naar 8,5 kg.

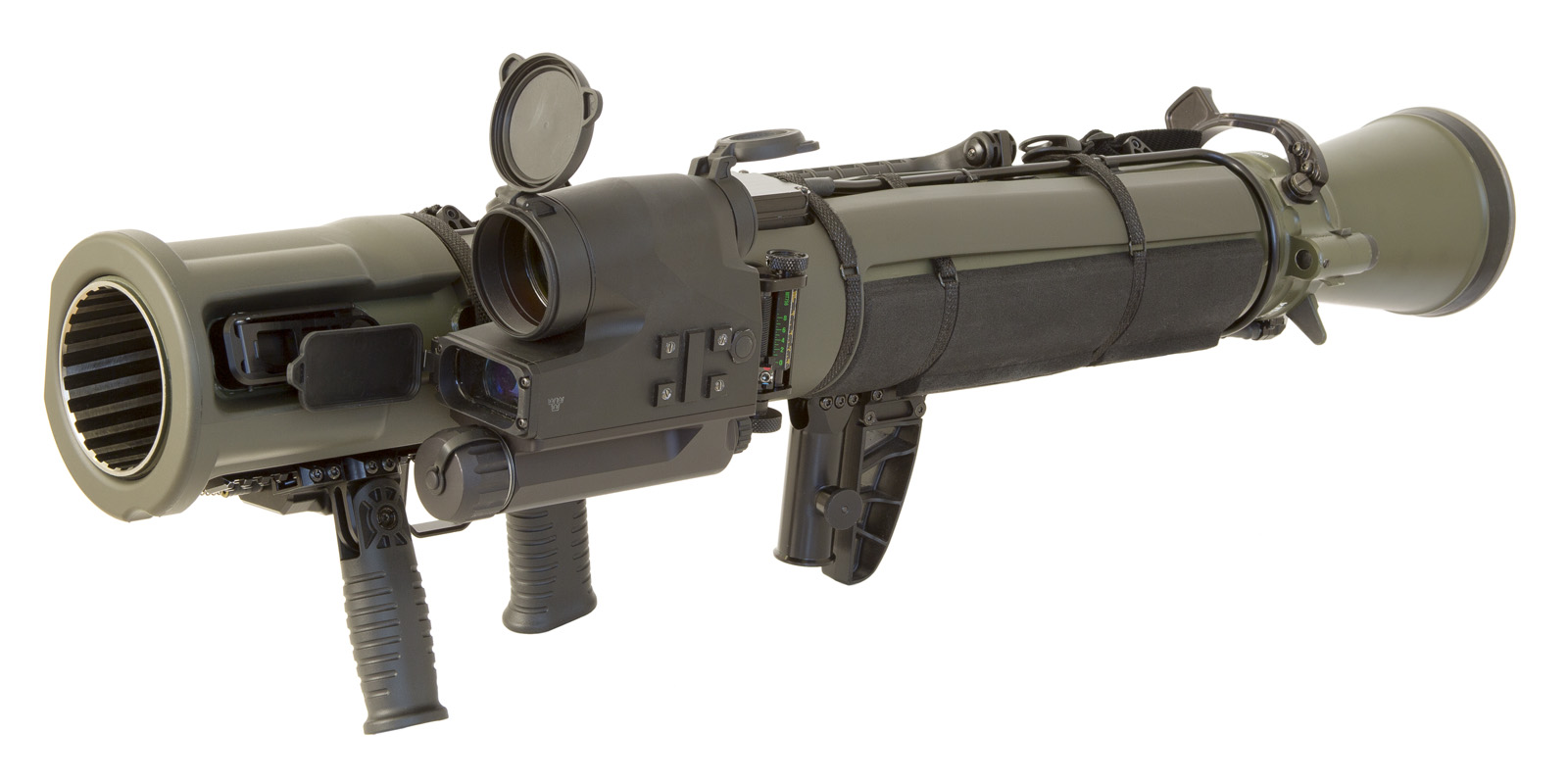
De M3E1, een verbeterde M3

Naar aanleiding van het verschijnen van de M4 ontwikkelde de US Army een verbeterde M3 die M3E1 genoemd werd. De verbeteringen zijn afgeleid van die van de M4. Door het gebruik van titanium is het 2,7 kg lichter. Het is 6 cm korter dan de M3 en heeft een verbeterd draaghandvat, verbeterde schoudersteun en verbeterd vizier.

### De M4-versie
In 2014 presenteerde Saab Dynamics de nieuwe Carl Gustav M4. De M4 weegt 6,6 kg en is daarmee 3,4 kg lichter dan de M3. 
Ook is de M4 korter, namelijk 950 mm. Dit was nodig om het wapen goed te kunnen gebruiken in bebouwde omgevingen. Gewicht werd bespaard door waar mogelijk lichtere materialen te gebruiken, zoals een titanium voering van de schietbuis en door een nieuw ontwerp van de vlamtrechter.
Verder is de M4 voorzien van een vizier met lasermarkering (red-dot sight), transportbeveiliging om het wapen te kunnen vervoeren terwijl het geladen is, verstelbare schoudersteun en handgreep, een schotenteller om bij te houden hoeveel schoten er afgevuurd zijn in verband met de levensduur van de schietbuis van 1000 schoten, picatinny rail voor handgrepen en vizieren en een draadloos projectielmanagement functie waarmee ‘intelligente vizieren’ kunnen communiceren met programmeerbare projectielen.

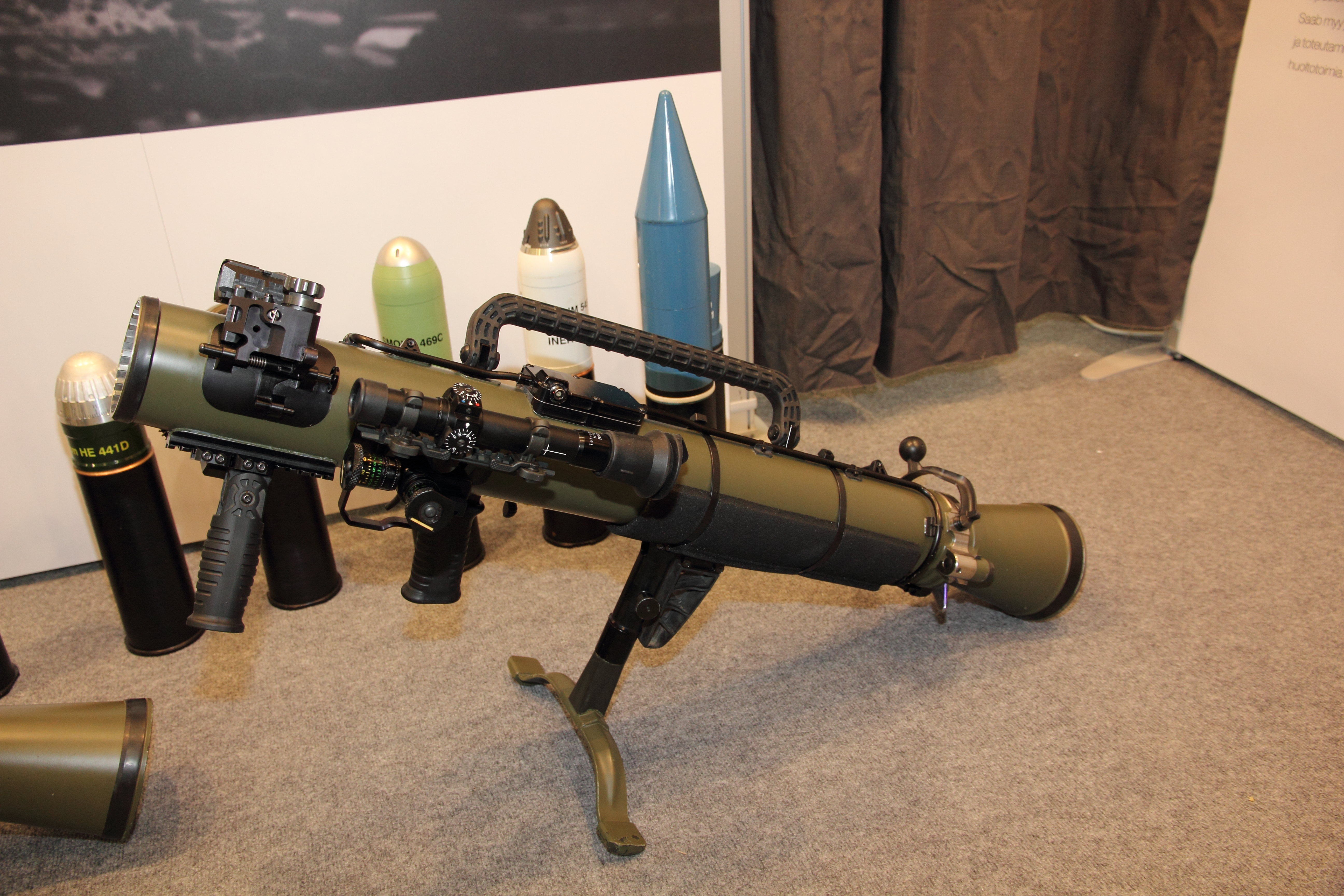
M4 variant

In de United States Army wordt de M4 in 2018 ingevoerd als M3A1
In 2018 werd het eerste unit met de M3A1 uitgerust.
Tegenwoordig wordt de Carl Gustav ook voor andere doelen gebruikt. De Britse Special Air Service, US Army Special Forces en US Army Rangers gebruiken de M3 tegen bunkers en voertuigen, terwijl de Duitse Bundeswehr een klein aantal M2's heeft gehouden voor gevechtsveldverlichting.
Als Antitankwapen is het nog steeds bruikbaar, vooral tegen tanks uit de jaren ’50 en ‘60 die in veel gebieden nog steeds worden gebruikt en tegen andere gepantserde voertuigen.
In een incident tijdens de Falklandoorlog, verdreven Britse mariniers die Grytviken verdedigden met hun Carl Gustav, handvuurwapens en 66 mm M72 LAW antitankraketten het Argentijns korvet ARA Guerrico (P-32).

## Beschrijving

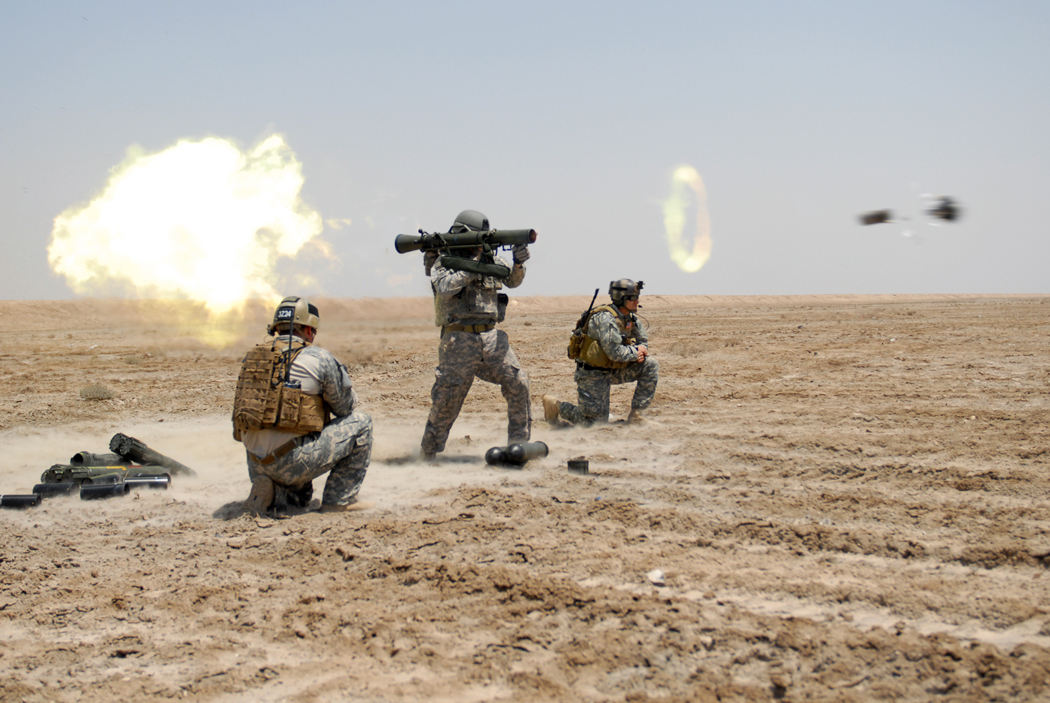
Mei 2009: Leden van de US Army Special Forces oefenen met de Carl Gustav TLV in Basra, tijdens de Irakoorlog. Let op de schiethouding en de steekvlam aan de achterzijde.

De Carl Gustaf is een terugstootloze vuurmond (TLV) voor tankbestrijding. Het wapen heeft een getrokken schietbuis en een mechanische ontsteking, waarbij het slaghoedje van het projectiel zich aan de zijkant bevindt. Het nadeel van een TLV is de steekvlam aan de achterzijde en de TLV is daardoor niet te gebruiken binnen een gesloten opstelling. Het wapen heeft een effectieve dracht (op bewegende doelen) van 400 meter en het projectiel kan circa 35 centimeter pantserstaal doorboren. De mondingssnelheid bedraagt 310 meter per seconde. Naast antitankbrisantprojectielen (HEAT) met holle lading werden voor de Carl Gustaf ook rook- en verlichtingsprojectielen vervaardigd.
Het wapen gebruikt losse projectielen en is dus steeds herbruikbaar, in tegenstelling tot een eenmalig te gebruiken wapen zoals bijvoorbeeld de M72 LAW of de M47 Dragon waarbij na het afgaan van het schot de lege afvuurkoker wordt weggeworpen.
De Carl Gustav kan staand, knielend, zittend of liggend worden afgevuurd.:p41 t/m p49 De richtkijkers zit links voor op het wapen en het wapen kan voorzien worden van een klein veerstatief dat voor de schoudersteun wordt geplaatst.
Het basiswapen bestaat uit de getrokken schietbuis met een aan de achterzijde gemonteerde vlamtrechter. Verder zijn er twee handgrepen en een schoudersteun aan de buis aangebracht. Het wapen is voorzien van een vast vizier aan de linkerzijde, maar wordt gewoonlijk gericht met behulp van een telescoopvizier, eventueel voorzien van een laserafstandmeter. Voor het vaste vizier zijn lichtgevende voorzetkappen beschikbaar om ‘s nachts te kunnen richten. Bij duisternis kan ook een nachtkijker gebruikt worden.
Een bedieningshendel wordt gebruikt om het scharnierende vlamtrachter weg te draaien om het wapen te kunnen laden.
Een Carl Gustav wordt in het algemeen bediend door een team van twee man: de TLV-schutter en de TLV-helper. De schutter bedient het wapen en geeft aanwijzingen aan de helper die verantwoordelijk is voor de munitie en het laden en tevens de onveilige zone achter het wapen in de gaten houdt. De helper, die zich zeer dicht naast de schutter bevindt, ondersteunt indien nodig de schutter om zijn balans te bewaren.

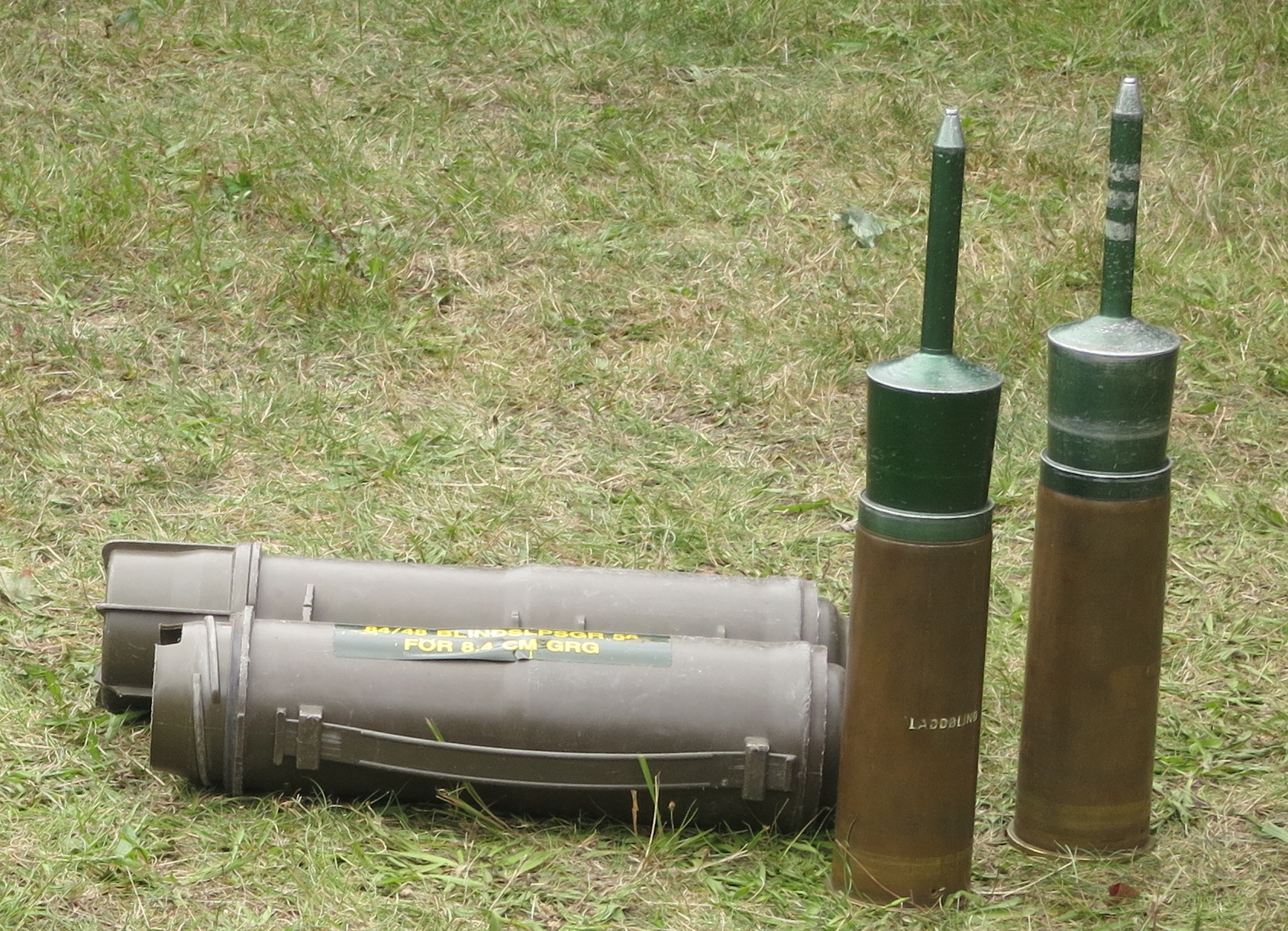
Dummyprojectielen met plastic draagcontainer

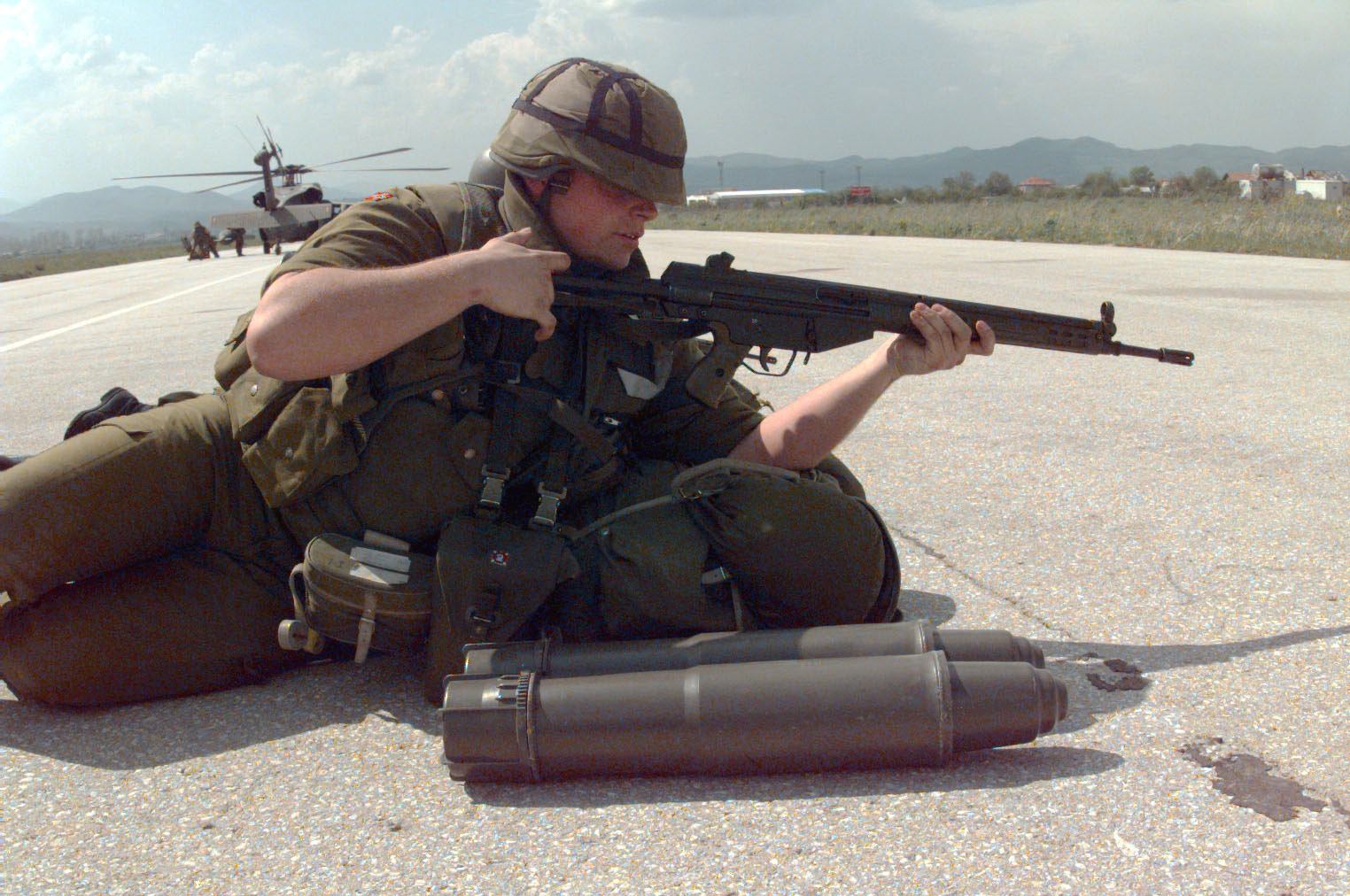
Noorse militair met plastic draagcontainer

Munitie wordt meegevoerd in speciale plastic houders, waarin elk twee projectielen zitten.
Standaard toebehoren bij de Carl Gustav bestaan uit een tas met telescopische richtkijker en toebehoren, een tas met gereedschap en reservedelen, een tas met reinigingsmiddelen en een canvas of zeildoeken wapenhoes:p20 & 33-38

## Gebruik in Nederland
In de Nederlandse krijgsmacht verving de M2 vanaf 1963:p194 de Amerikaanse 57mm M18 TLV en de Amerikaanse 3,5 inch (88,9 mm) M20 raketwerper ('Bazooka') die resp. eind jaren ’40 en begin jaren ’50 waren ingestroomd in de Koninklijke Landmacht (KL). 
De Carl Gustav TLV was veel nauwkeuriger en had een grotere dracht dan zijn voorgangers.:p99
Vanaf 1964:p400 was de Carl Gustav TLV net als in vele andere NAVO landen in gebruik als pelotonswapen bij de infanterie van de KL en bij het Korps Mariniers (het anti-tankwapen op groepsniveau was de M72 LAW, het anti-tankwapen wapen op compagniesniveau was de M47 Dragon.:p348

In de commandogroep van een infanteriepeloton waren twee TLV-teams van 2 man opgenomen.
Uitgestegen moest men naast de TLV met toebehoren (samen ±30 kg:p20) en munitie (2 containers, ±16 kg) de persoonlijke uitrusting inclusief het persoonlijke wapen meevoeren (de schutter had als persoonlijk wapen een FN Browning, vanaf ±1990 een Glock 17 9 mm pistool van  1,5 kg, de helper een 9  mm Uzi-pistoolmitrailleur van ± 4 kg).
In het voertuig (YP-408 PWI-PC of AMX PRI-PC) werd een munitievoorraad van 24 projectielen voor de TLV meegevoerd.
In 1982:p348 werd de TLV in de pelotonscommandogroep vervangen door de M47 Dragon, en kreeg iedere pantserinfanteriegroep een TLV-team van 2 man waardoor het pantserbestrijdingsvermogen vergroot werd.:p348
Vanaf 1978 werden de AMX en (YP-408 vervangen door de YPR.
De TLV werd in Nederland gebruikt met de richtkijker 2x12 van de Duitse firma Wöhler.:p400
In 2001 zijn de wapens afgestoten en in de verkoop gedaan. Ze zijn vervangen door het anti-tankwapen AT-4, dat evenals de Carl Gustav wordt geproduceerd door Saab Bofors Dynamics.

## Benaming in andere landen

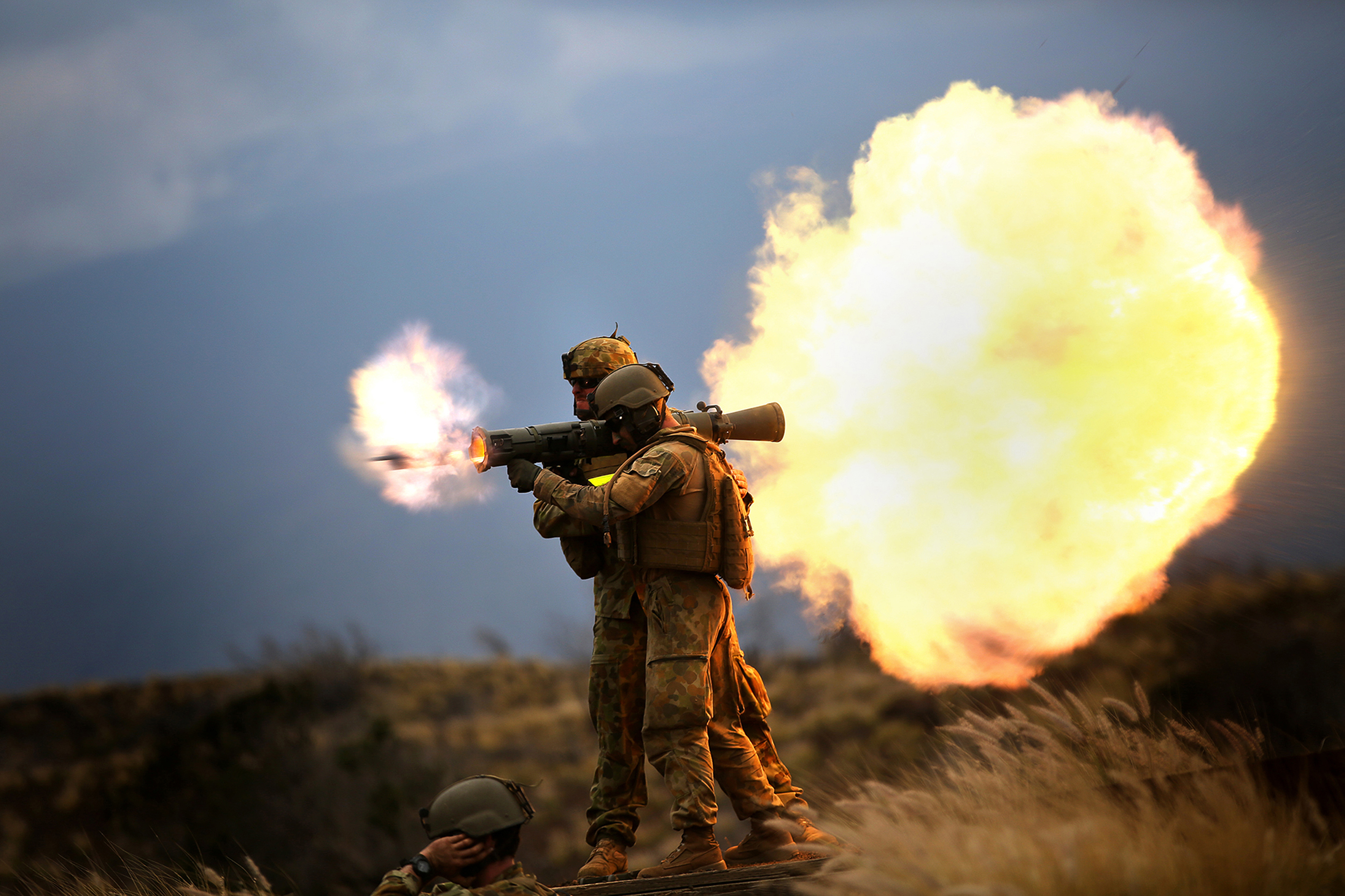
Australische militairen vuren een Carl Gustav M3 af (2014)

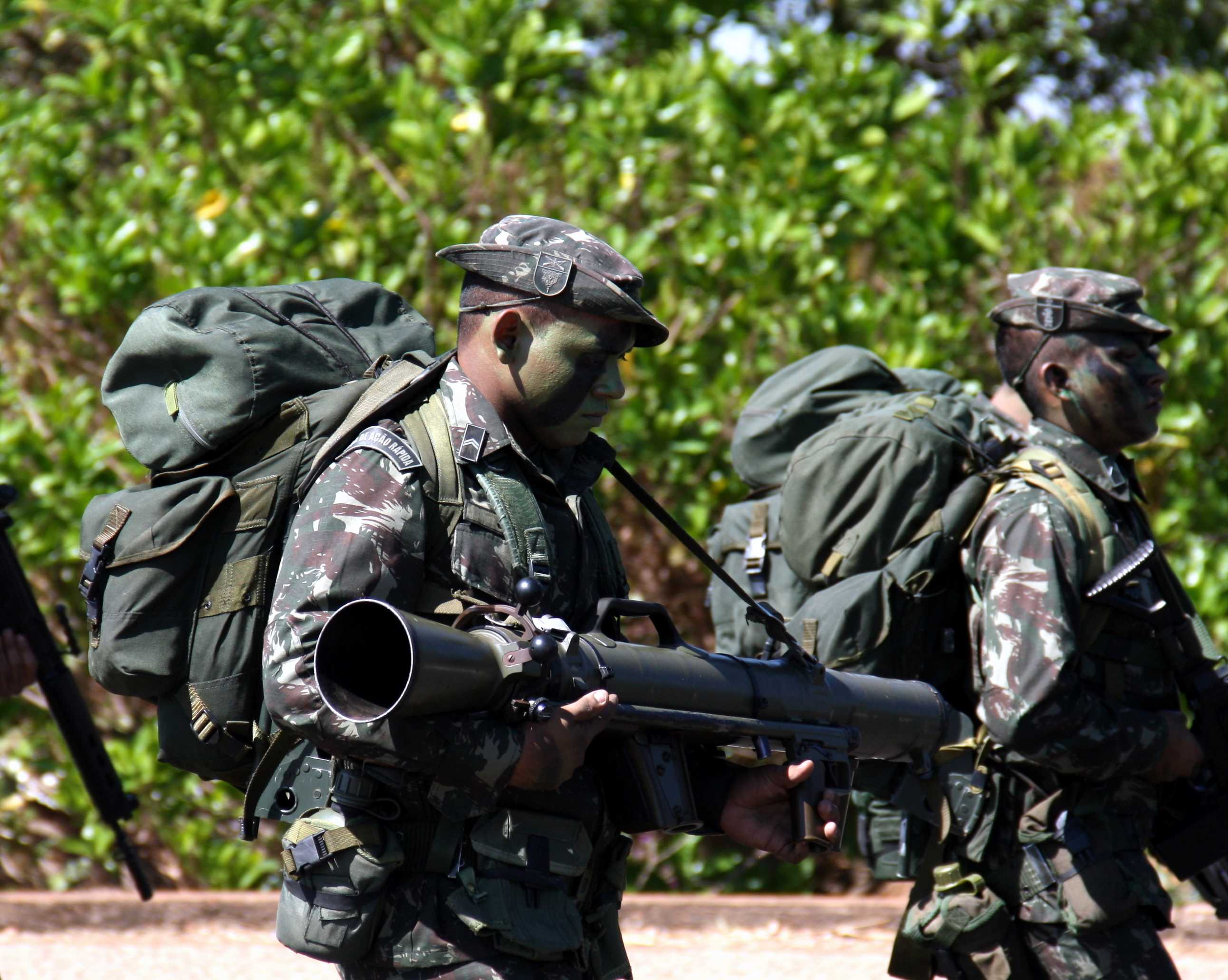
Braziliaanse militair met een Carl Gustav M3

JGSDF Japanse militair met een Howa 84RR in februari 2014. De Howa 84RR is een in Japan geproduceerde versie van de Carl Gustav

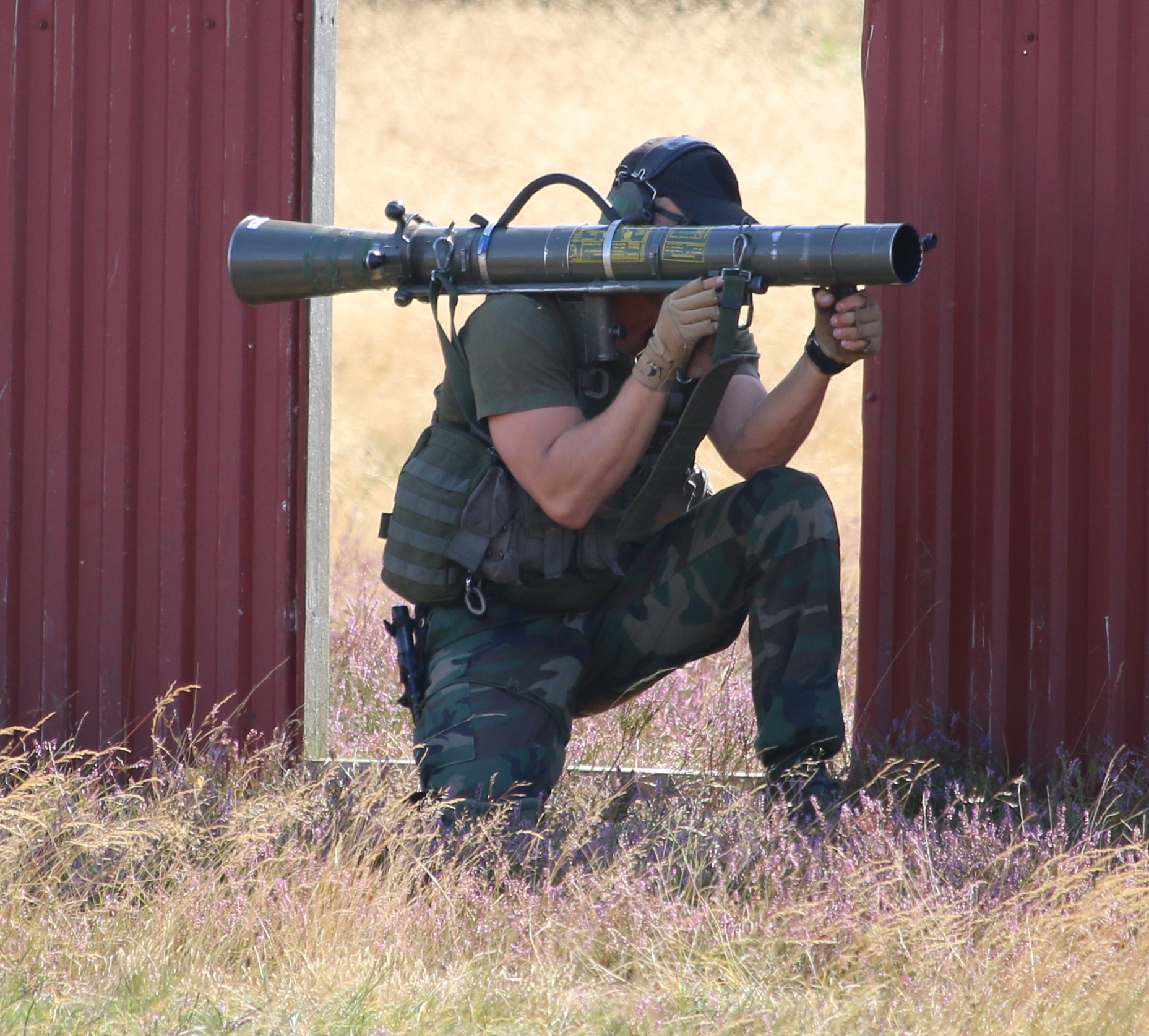
Zweedse Hemvärnet – Nationella skyddsstyrkorna (Home Guard) militair met Granatgevär m/48

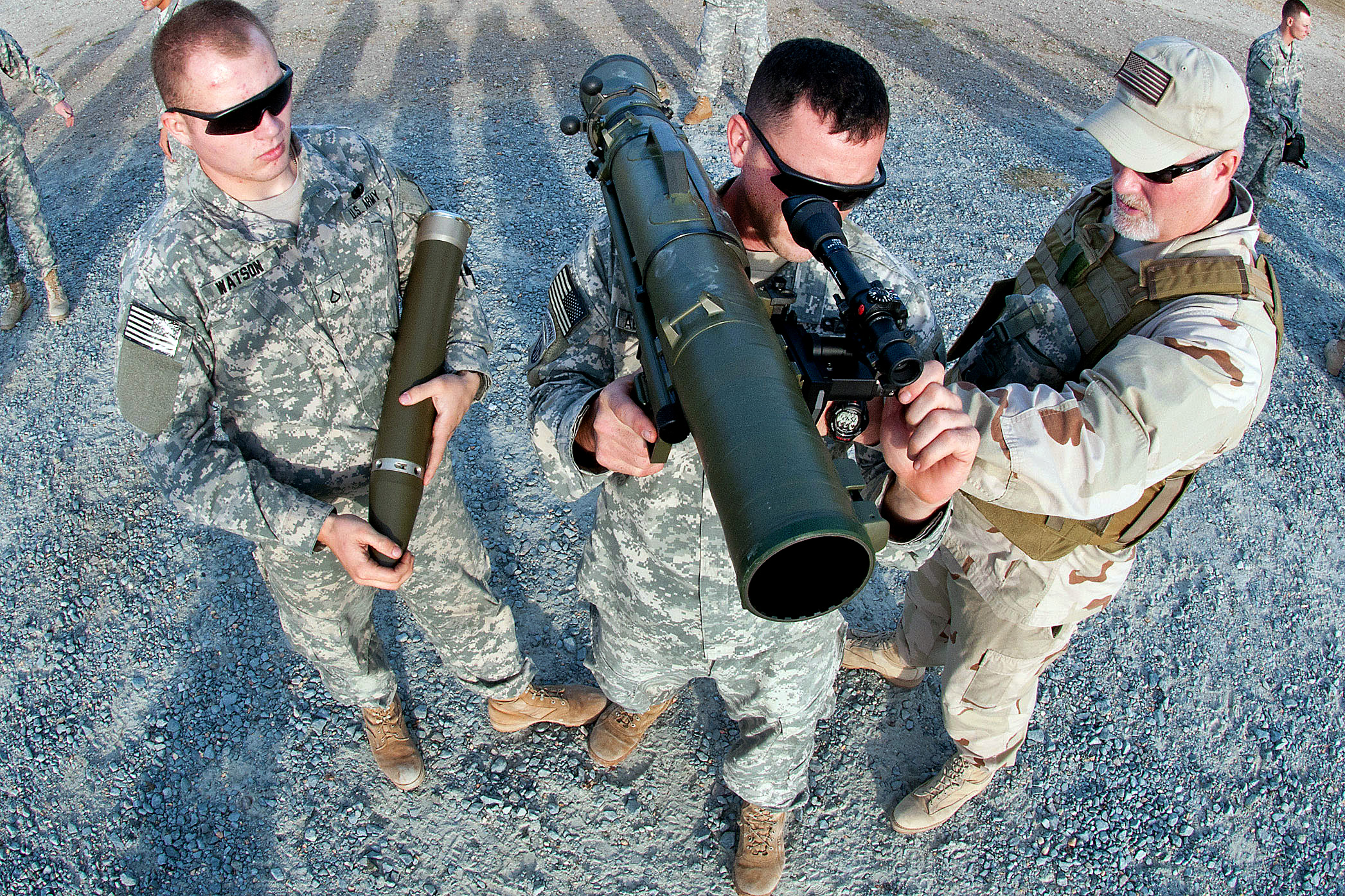
Militairen van de 82e Luchtlandingsdivisie (USA) oefenen met de M3 in Fort Bragg (North Carolina), december 2011

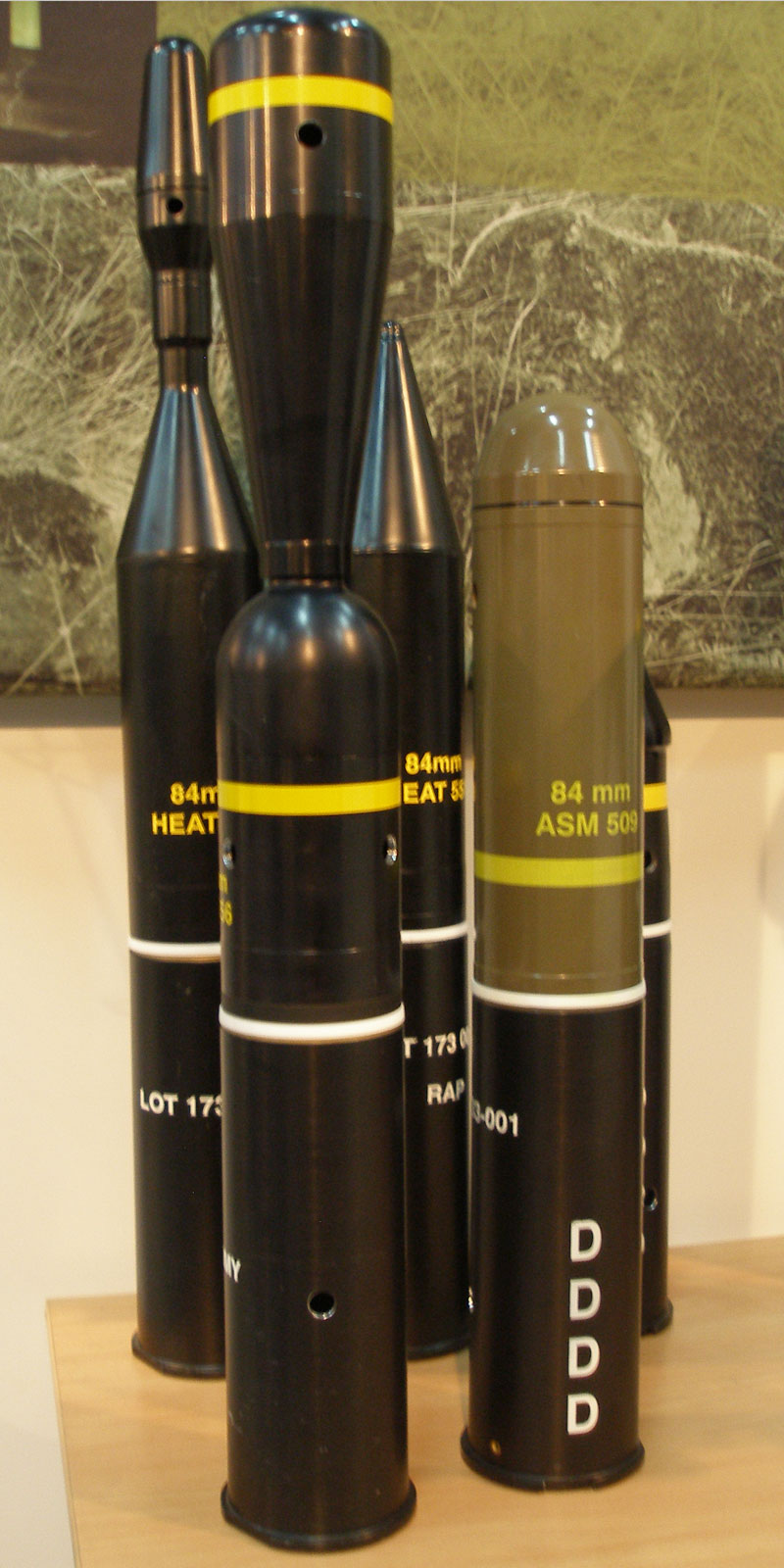
Carl Gustaf recoilless rifle round ammunition on display in 2007.

In Zweden staat het wapen bekend als 8,4 cm Granatgevär m/48 (Grg m/48) ("granaatwerper", model 1948), en heeft als bijnaam Stuprör (regenpijp). In een aantal landen is de Carl Gustav ook onder andere benamingen gekend:
- Australië - "Charlie Gutsache" (‘guts ache’ betekent ‘buikpijn’)
- Canada - SRAAW (M) (short range anti-armor weapon (medium) (anti-tank wapen voor korte en middellange afstand) en AABCMP (arme anti-blindé de courte ou moyenne portée (anti-tank wapen voor korte en middellange afstand)).[2]:19 Wordt ook de "84", de "Carlo" of de "Carl G" genoemd.
- Duitsland - Schwere Panzerfaust Carl Gustaf of Leuchtbüchse 84 mm (Lichtgeweer 84 mm: het wapen is in Duitsland alleen nog in gebruik om met lichtprojectielen het gevechtsveld te verlichten (2018))
- Honduras - "Carlos Gustavo"
- Nederland – Antitankbrisantgranaatraketwerper, terugstootloze vuurmond Carl Gustav M2, 84 mm. Wordt ook de "TLV" genoemd.
- Oostenrijk - Panzerabwehrrohr PAR 66/79” (Anti-tank wapen PAR 66/79)
- Venezuela - "Carlos Gustavo"
- Verenigd Koninkrijk – officieel L 14 A1. Wordt meestal "Charlie G" genoemd
- Verenigde Staten – officieel "M3 Multi-Role Anti-Armor Anti-Personnel Weapon System (MAAWS)" of "Ranger Anti-tank Weapons System (RAWS)". Wordt meestal the Gustaf, "the Goose" of "Carl Johnson" genoemd

## Gebruikers
Het wapen is geëxporteerd naar ongeveer 40 landen, waaronder Nederland, Duitsland, het Verenigd Koninkrijk, de Verenigde Staten, Canada en Israël. In diverse landen wordt het wapen in licentie geproduceerd.
- Argentinië
- Australië M2 is vervangen door M3.[26]
- Bangladesh
- België
- Belize[26]
- Botswana[26]
- Brazilië[26]
- Burkina Faso[26]
- Canada[26]
- Denemarken[26] de M2 wordt in Denemarken M/79 genoemd, terwijl de M3 aangeduid wordt alsM/85
- Duitsland
- Ghana[26]
- Griekenland
- Honduras[26]
- India[26] als: कार्ल गुस्ताव; Ook een door de Indiase firma DRDO gemoderniseerde versie in gebruik die lichter is door het gebruik van moderne composiet materialen.
- Indonesië: in gebruik bij speciale eenheden (Komando Pasukan Katak).
- Ierland: in gebruik bij speciale eenheden van het Ierse leger.[26]
- Israël[26]
- Japan: de M2 wordt in Japan 84 mm Terugstootloze vuurmond (八十四ミリメートル 無反動ライフル) genoemd en de M3 Multi-purpose vuurmond (多用途ガン)
- Kenia[26]
- Koeweit.
- Letland: M2, M3.
- Libië[26]
- Litouwen: M2, M3.
- Maleisië[26]
- Myanmar: In gebruik bij de “zware-wapens compagnies voor bunker busting en als ondersteuningswapen voor speciale eenheden.
- Nederland: M2 in gebruik bij Landmacht en Korps Mariniers sinds 1964, als Terugstootloze vuurmond (TLV) 84 mm, Carl Gustaf M-2.[20]:p400
- Nepal[26]
- Nieuw-Zeeland[26]
- Nigeria[26]
- Noorwegen[26]
- Oostenrijk[26] als: Panzerabwehrrohr PAR 66/79
- Polen: in gebruik bij speciale eenheden.
- Portugal
- Sierra Leone[26]
- Singapore: In 2013 vervangen door DSTA MATADOR 90 mm draagbaar antitankwapen.
- Slowakije: M3, M4 (in juli 2017 de eerste gebruiker van de M4)[27]
- Tamil Eelam. Gebruikt door de Tamiltijgers.
- Thailand[26]
- Tsjechië
- Venezuela
- Verenigd Koninkrijk: M2 variant in gebruik van begin jaren ’70 tot en met de jaren ’90
- Verenigde Arabische Emiraten[26]
- Verenigde Staten: gebruikt door USSOCOM, US Army Rangers en tijdens de Afghaanse Oorlog ook door andere eenheden.
- Zambia[26]
- Zweden[26]

## Munitie
De munitie van de Carl Gustav is sinds de introductie continu verbeterd.
Hoewel het wapen met de oudere HEAT (High Explosive Anti Tank) projectielen niet erg effectief is tegen moderne tanks, is het dat nog wel tegen lichtgepantserde voertuigen en kan het tegen bunkers en gebouwen goed gebruikt worden met HEDP (High Explosive Dual Purpose) projectielen. Daarnaast zijn er ook IHEAT (improved HEAT), HE (High Explosive), rookprojectielen en lichtprojectielen (star shell of flare).
Munitie voor de Carl Gustav is door verschillende fabrikanten leverbaar.

### Munitiesoorten
- 401 ADT, “area deterrent” munitie, gevuld met meer dan 1000 flechettes[28][29][30][31]
- 441 HE, het standaard HE projectiel, met een bereik van ongeveer 1000 m, die kan worden ingesteld om te detoneren op inslag, of in de lucht (airburst).
- 441B HE, projectiel met een bereik van ongeveer 1100 m. Het projectiel stelt zichzelf scherp na 20 m tot 70 m, weegt 3,1 kg, en heeft een mondingssnelheid van 255 m/s.[3]
- 441D HE, anti-personeel projectiel[29]
- 469 SMOKE, een rookprojectiel met een bereik van ongeveer 1300 m. Het projectiel weegt 3,1 kg en heeft een mondingssnelheid van 255 m/s.[3][28][29]
- 502 HEDP, ‘Dual Purpose’ projectiel dat kan detoneren op inslag, of een tiende seconde later. Effectief bereik is 1000 m tegen verspreide ‘zachte doelen’ zoals uitgestegen infanterie. 500 m Tegen stilstaande doelen en 300 m tegen bewegende doelen. Doorboringsvermogen is ruim 150 mm pantserstaal. Weegt 3,3 kg. Mondingssnelheid 230 m/s.[3] Wordt ook wel de ‘Bunker Buster’ genoemd.[2]:p32[29]
- 509 ASM projectiel (Anti-Structure Munition), ontworpen om gebouwen en andere constructies te vernielen. De ontsteking kan ingesteld worden op inslag, of vertraagd.[28]
- 545 ILLUM, een lichtprojectiel, bereik tot 2300 m. Daalt aan een parachute waarbij hij 30 seconden brandt met een lichtsterkte van 650.000 candela en daarmee een cirkel van 400 m tot 500 m verlicht.[28][29]
- 551 HEAT RAP, het standaard HEAT projectiel. Voorzien van hulpaandrijving (RAP, rocket-assisted projectile). Effectief bereik tot 700 m (400 m tegen bewegende doelen). Doorboringsbermogen tot 400 mm pantserstaal. Weegt 3,2 kg. Mondingssnelheid 255 m/s.[2]:p28 & 29-30[3][29]
- 651 HEAT RAP, projectiel met hulpaandrijving en een bereik tot 1000 m. In theorie heeft deze een geringer doorboringsvermogen dan de FFV551, maar de FFV651 beschikt over een afstandsontsteking voor betere prestaties tegen reactief pantser.
- 655 HEAT CS (Confined Spaces), een projectiel dat vanuit kleine ruimtes kan worden afgevuurd.[28]
- 751 HEAT TW, projectiel met een tandem lading (tandem warhead), een effectief bereik van 500 m en doorboringsvermogen van meer dan 500 mm pantserstaal. Weegt 4 kg.[3][29]
- 756 MT (Multi Target), projectiel met een tandem lading, om vijanden in gebouwen of versterkte posities uit te schakelen.[28][29]

### Oefenmunitie
- 141 TPT (Training Practice Tracer), een blauw 84mm oefenprojectiel[28]
- 552 TP RAP (Target Practice), een blauw oefenprojectiel met dezelfde ballistische eigenschappen als de FFV551.[2]:p28 & 30-31[29]
- 553 SCTD 7,62 mm (sub caliber training device), een subkaliber adapter Hiermee kan bij schietoefeningen een kleine (vandaar subkaliber) 7,62 mm T/R lichtspoorkogel (‘tracer round’) met vergelijkbare ballistische eigenschappen als de FFV551 verschoten worden.[2]:p28 & 76-86
- Dummy projectiel, een bronskleurig oefenprojectiel zonder explosieve lading. Deze wordt gebruikt om handelingen met munitie en het laden te beoefenen, en om het gewicht van projectielen te simuleren tijdens veldoefeningen waarbij niet met scherpe munitie geschoten wordt.[2]:p32

## Risico’s voor de gebruiker
- Bij het afvuren ontstaan een steekvlam en een drukgolf. Deze kunnen verwondingen veroorzaken bij gebruikers en personeel in de nabijheid.[32][33][34][35]
- Lichtprojectielen dienen met een grote elevatiehoek te worden afgeschoten, waardoor het gevaar ontstaat dat de schutter zijn rug brandt door de steekvlam. Daarom hebben verschillende krijgsmachten de lichtprojectielen uit hun arsenaal gehaald, en mogen ze in andere krijgsmachten uitsluitend staand worden afgevuurd.

Het afvuren veroorzaakt door de drukgolf een enorm luide knal: gehoorbescherming is absoluut noodzakelijk.